# شهرستان گلوگاه
شهرستان گلوگاه یکی از شهرستان‌های استان مازندران ایران است. مرکز این شهرستان، شهر گلوگاه است. شرقی‌ترین شهرستان مازندران گلوگاه می‌باشد که در شمال با خلیج گرگان و در جنوب با رشته کوهای البرز احاطه شده‌است و شرق با استان گلستان هم‌مرز بوده و از جنوب با استان سمنان و از غرب با شهرستان بهشهر هم‌مرز است.

## جمعیت
جمعیت شهرستان گلوگاه در سال ۱۳۹۵، برابر با ۴۰٫۰۷۸ نفر بوده‌است.

### اقوام و زبان‌های رایج
زبان اهالی بومی شهرستان گلوگاه زبان مازندرانی است. البته گلوگاه میزبان ایل ترک‌زبان عمرانلو نیز می‌باشد. طایفه ایل عمرانلو در گلوگاه جزو مهاجران ترک‌زبانند که از آذربایجان به گلوگاه مهاجرت کرده‌اند و در گلوگاه به زبان‌های ترکی آذربایجانی، مازندرانی و فارسی سخن می‌گویند.

## تقسیمات کشوری
- بخش مرکزی شهرستان گلوگاه
  - دهستان توسکا چشمه
  - دهستان آزادگان

شهر: گلوگاه
- بخش کلباد
  - دهستان کلباد شرقی
  - دهستان کلباد غربی